# Bañuelos de Bureba
Bañuelos de Bureba és un municipi de la província de Burgos a la comunitat autònoma de Castella i Lleó. Forma part de la comarca de La Bureba.

## Demografia
| 1991 |  | 1996 |  | 2001 |  | 2004 |
| ---- |  | ---- |  | ---- |  | ---- |
| 62   |  | 51   |  | 41   |  | 41   |

## Personatges il·lustres
- Antoni Benaiges Nogués, mestre pioner de la tècnica pedagògica de Freinet.